# Janie's Got a Gun
Janie's Got a Gun é um single da banda norte-americana Aerosmith. Composta por Steven Tyler e Tom Hamilton foi lançada como a terceira faixa do álbum Pump, em 8 de novembro de 1989.
A música ganhou o Grammy em 1990 na categoria "Best Rock Performance By A Duo Or Group With Vocal", sendo o primeiro Grammy ganho pela banda.

## Paradas
| Ano  | Parada                 | Posição |
| ---- | ---------------------- | ------- |
| 1989 | Mainstream Rock Tracks | 2       |
| 1989 | Billboard Hot 100      | 4       |